# Otacilia sinifera
Espèce
Otacilia sinifera est une espèce d'araignées aranéomorphes de la famille des Phrurolithidae.

## Distribution
Cette espèce est endémique de la province de Nakhon Ratchasima en Thaïlande,. Elle se rencontre dans le parc national de Khao Yai.

## Description
Le mâle holotype mesure 3,20 mm et la femelle paratype 4,40 mm.

## Publication originale
- Deeleman-Reinhold, 2001 : Forest spiders of South East Asia: with a revision of the sac and ground spiders (Araneae: Clubionidae, Corinnidae, Liocranidae, Gnaphosidae, Prodidomidae and Trochanterriidae. Brill, Leiden, p. 1-591.